# Goniodiadema mauritiense
Espèce
Goniodiadema mauritiense est une espèce d’oursins (échinodermes) réguliers de la famille des Diadematidae. Il semble endémique des abysses entourant l'île Maurice.

## Caractéristiques
Ce sont des oursins dits « réguliers » : ils sont caractérisés par un test (coquille) de forme ronde, et presque uniformément couvert de radioles (piquants) réparties sur tout le corps, mais plus longues sur la partie supérieure. La bouche (appelée « péristome ») se situe au centre de la face inférieure (dite face « orale »), et l'anus (appelé « périprocte ») à l'opposé, soit au sommet du test (à l'« apex » de la face aborale).
Cet oursin est caractérisé par plusieurs traits squelettiques, au premier rang desquels se trouve leur test gonflé, pentagonal et légèrement souple.

Le disque apical est hémicyclique, avec un périprocte large et sans plaques modifiées. 

Les ambulacres sont étroits et droits, avec des paires de pores non conjuguées et unisériées, formant des triades à l'ambitus et sur la moitié aborale.

Les plaques ambulacraires sont trigéminées, portant de gros tubercule primaire irrégulièrement développés. Les ambulacres de la face orale présentent une granulation irrégulière, mais les gros tubercules primaires demeurent distincts.
 
Les larges aires interambulacraires sont composées de plaques plus larges que hautes.

Les tubercules primaires sont perforés et crénulés, et les plaques ambitales peuvent en porter jusqu'à huit.

La face aborale est presque nue, alors que la face orale est densément granulée.

Le péristome est réduit.

Les radioles sont longues (au moins la diamètre du test), très fines et creuses.

## Habitat et répartition
On trouve cet oursin en grande profondeur à l'île Maurice.